# Europese Defensiegemeenschap

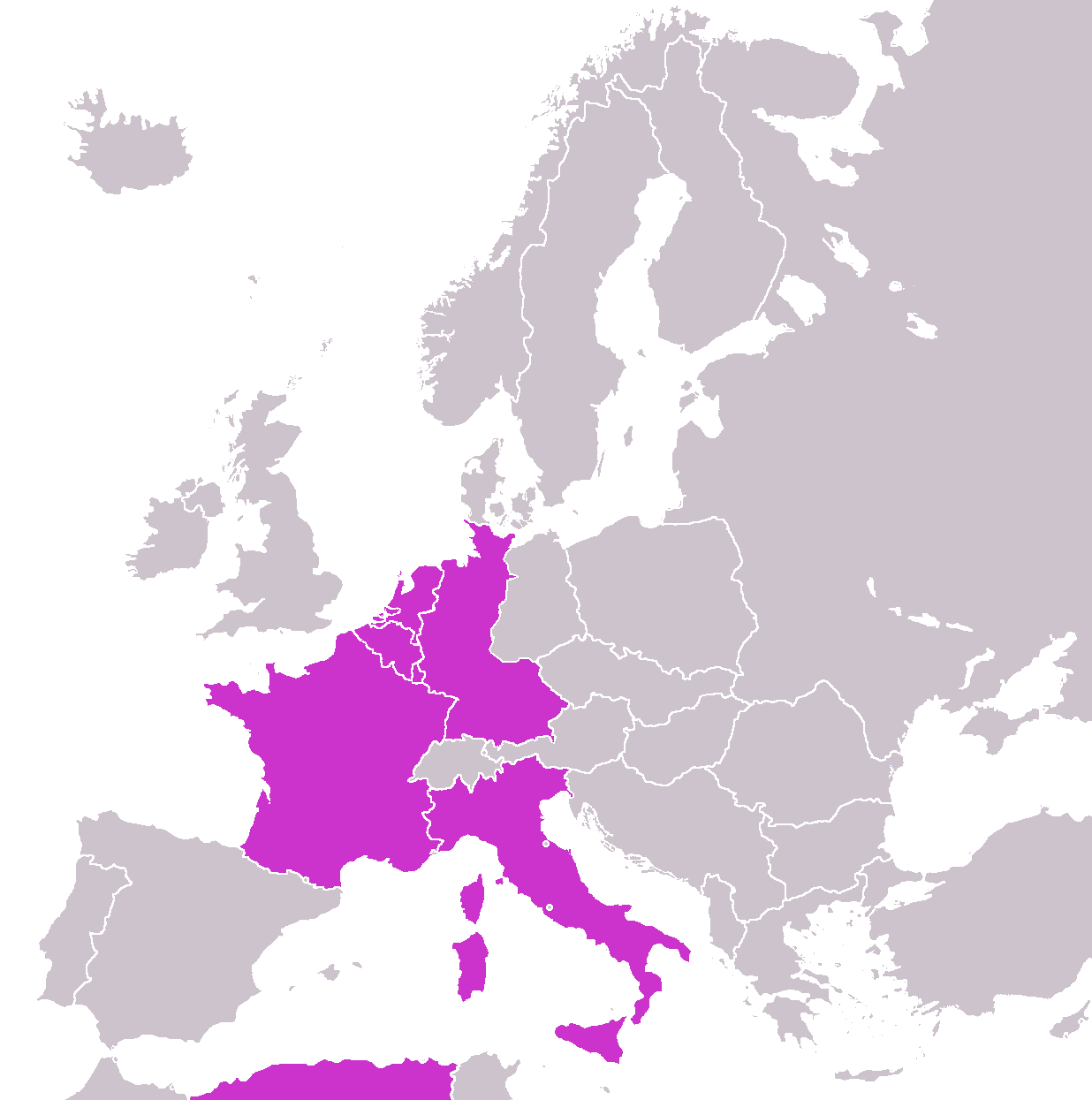
Beoogde leden van de EDG.

De Europese Defensiegemeenschap (EDG) was een verdrag dat in 1952 werd ondertekend door Frankrijk, de Bondsrepubliek Duitsland, Nederland, België, Luxemburg en Italië en dat voorzag in de oprichting van een Europees leger. Het verdrag werd echter nooit geratificeerd en derhalve nooit uitgevoerd.
Het plan voor een gezamenlijk Europees leger kwam in 1950 van de Franse minister-president René Pleven. De West-Europese landen waren het er namelijk over eens dat Duitsland de mogelijkheid moest geboden worden zich te beschermen tegen de Sovjet-Unie. Met de Tweede Wereldoorlog nog vers in het geheugen, voelden ze er tegelijkertijd echter weinig voor om Duitsland weer een eigen leger te gunnen. Het plan van Pleven, een voormalig minister van Defensie, was een geschikte oplossing.
Met een gemeenschappelijk leger kon de Bondsrepubliek zich verdedigen maar tegelijkertijd ook in de gaten gehouden worden doordat de generale staf samengesteld werd door de deelnemende landen.
Het plan voorzag in de oprichting van veertig divisies in Europees verband, die de legers van Frankrijk, de Bondsrepubliek Duitsland, Nederland, België, Luxemburg en Italië zouden moeten vervangen. Het Verenigd Koninkrijk was niet bij de plannen betrokken, omdat men daar de verplichtingen tegenover de NAVO, de Verenigde Staten en het Gemenebest de prioriteit gaf. Pleven noemde dit nieuwe leger de EDG, de Europese Defensiegemeenschap. Met de defensiegemeenschap zou tevens de Europese Politieke Gemeenschap (EPG) geboren worden. Deze zou zorgen voor een gezamenlijke Europese buitenlandse politiek.
Op 27 mei 1952 werd in Parijs het EDG-verdrag ondertekend door de deelnemende landen. Het verdrag is echter nooit van kracht geworden, doordat het Franse parlement het verdrag op 29 en 30 augustus 1954 afwees met 319 tegen 264 stemmen. Onder andere door de dood van Jozef Stalin was de angst voor een Russische inval flink afgenomen, waardoor de Fransen geen heil meer zagen in een supranationaal gezag. Op 23 oktober van datzelfde jaar werden de Verdragen van Parijs gesloten, die in mei 1955 van kracht werden. In deze verdragen werd overeengekomen dat de Bondsrepubliek werd opgenomen in de West-Europese Unie en de NAVO.